# 蒲牢
蒲牢（ほろう）は、中国神話の怪物。形状は龍に似ている。竜生九子の一つ。

## 竜頭の由来となった蒲牢

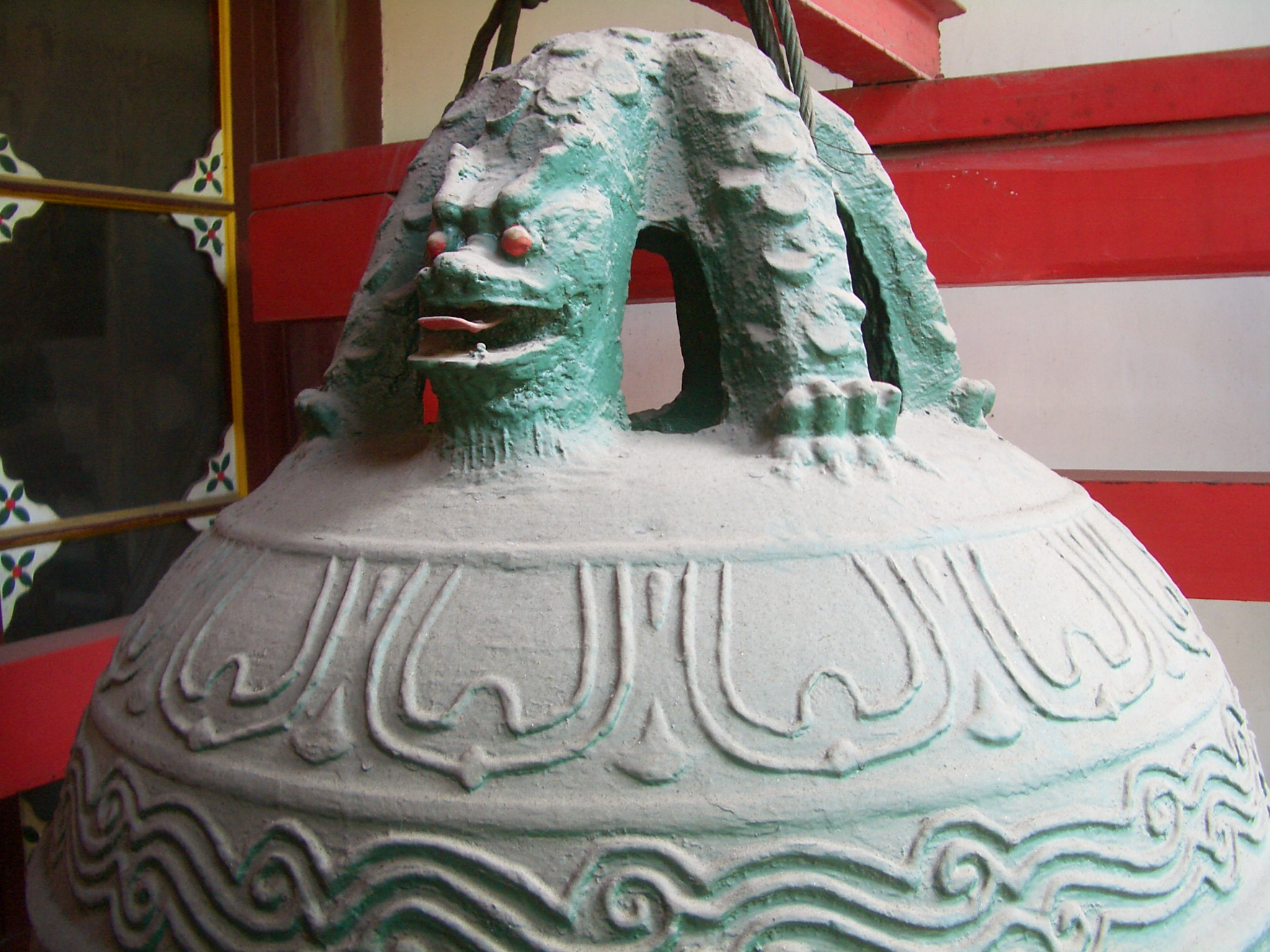
蒲牢。武漢市長春観にて。

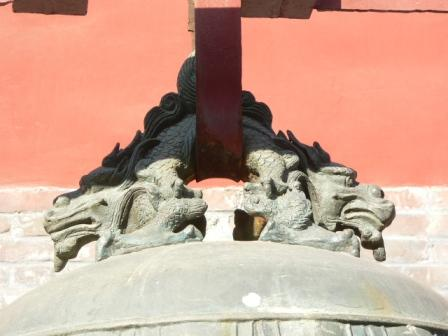
蒲牢

龍生九子の一、蒲牢は吼えることを好むという。蒲牢が吼えるのは鯨に襲われている時とも、逆に襲っている時ともいわれ、または、蒲牢に襲われた鯨が吼えていて、それを蒲牢が好む、ともされる。故に梵鐘などの釣鐘の鈕（釣鐘上部の、吊るすために綱などを通す部分）の飾りとなり、鐘の音を大きく響かせるのを手伝っているという。この鈕の事を日本では『竜頭』（りゅうず）と言う。腕時計の竜頭はこれに由来するとされる。鐘繋がりで時計の装飾に蒲牢が施されていたのが、腕時計のゼンマイ巻きの装飾になり、簡素化されて龍の装飾は無くなったが言葉だけが残った、とされる。なお、日本の梵鐘は中国の様式を倣ったものが大半で、朝鮮鐘を倣ったものはごく例外的なものとされている。竜頭も蒲牢そのものである。